# Selección femenina de fútbol sub-20 de Paraguay
La selección femenina de fútbol sub-20 de Paraguay es el equipo que representa al país en las competiciones de ese nivel. Está formado por jugadoras de nacionalidad paraguaya menores de 20 años. Es controlada por la Asociación Paraguaya de Fútbol, que a su vez está afiliada a la Conmebol.
Participó en las diez ediciones del Campeonato Sudamericano Sub-20, habiendo alcanzado el subcampeonato en cuatro ocasiones: 2004, 2014, 2018 y 2024. De estos cuatro subcampeonatos, las últimas tres participaciones le permitieron clasificarse a la Copa Mundial Femenina Sub-20 de Canadá 2014, Francia 2018 y Colombia 2024, en las cuales no pudo superar la primera fase.

## Última convocatoria
Lista de 18 jugadoras convocados para los Liga Evolución 2023
| N.º | Nombre             | Posición      | Edad    | PJ | G | Club                |
| --- | ------------------ | ------------- | ------- | -- | - | ------------------- |
| 1   | Luana Rodríguez    | Portero       | -       | -  | 0 | Cerro Porteño       |
| 12  | Araceli Leguizamón | Portero       | -       | -  | 0 | Club Olimpia        |
| 2   | Nayeli Torres      | Defensa       | -       | -  | 0 | Cerro Porteño       |
| 3   | Giulianna Quiñónez | Defensa       | -       | -  | 0 | Cerro Porteño       |
| 4   | Naomi De León      | Defensa       | -       | -  | 0 | Libertad/Limpeño    |
| 5   | Sofía Almiron      | Defensa       | -       | -  | 0 | Resistencia SC      |
| 6   | Gabriela Valdez    | Defensa       | -       | -  | 0 | Club Olimpia        |
| 7   | Sol Villamayor     | Mediocampista | -       | -  | 0 | Sportivo Trinidense |
| 8   | Yanina Sosa        | Mediocampista | -       | -  | 0 | Club Olimpia        |
| 16  | Danna Garcete      | Mediocampista | -       | -  | 0 | Club Olimpia        |
| 17  | Ilda Zayas         | Mediocampista | -       | -  | 0 | Sportivo Trinidense |
| 18  | Adriana Martínez   | Mediocampista | -       | -  | 0 | Cerro Porteño       |
| 19  | Yanina González    | Mediocampista | -       | -  | 0 | Club Olimpia        |
| 20  | Milagros Rolón     | Mediocampista | -       | -  | 0 | Club Olimpia        |
| --  | Luz Cardozo        | Mediocampista | -       | -  | 0 | Club Olimpia        |
| 9   | Fátima Acosta      | Delantero     | -       | -  | 0 | Sao Paulo           |
| 10  | Fiorella Fernández | Delantero     | -       | -  | 0 | Libertad/Limpeño    |
| 11  | Jorgelina González | Delantero     | -       | -  | 0 | Nacional/ Humaita   |
| --  | Pamela Villalba    | Delantero     | -       | -  | 0 | Nacional/ Humaita   |
| DT  | Fabio Fukumoto     | Entrenador    | 36 años | -  | - |                     |

- Nota: Los clubes mencionados de los jugadores se basan en el momento de la convocatorias.

## Estadísticas

### Copa Mundial Femenina Sub-20
| Año   | Ronda          | Posición     | PJ           | PG           | PE           | PP           | GF           | GC           | Goleadora           |
| ----- | -------------- | ------------ | ------------ | ------------ | ------------ | ------------ | ------------ | ------------ | ------------------- |
| 2002  | No participó   | No participó | No participó | No participó | No participó | No participó | No participó | No participó | No participó        |
| 2004  | No clasificó   | No clasificó | No clasificó | No clasificó | No clasificó | No clasificó | No clasificó | No clasificó | No clasificó        |
| 2006  | No clasificó   | No clasificó | No clasificó | No clasificó | No clasificó | No clasificó | No clasificó | No clasificó | No clasificó        |
| 2008  | No clasificó   | No clasificó | No clasificó | No clasificó | No clasificó | No clasificó | No clasificó | No clasificó | No clasificó        |
| 2010  | No clasificó   | No clasificó | No clasificó | No clasificó | No clasificó | No clasificó | No clasificó | No clasificó | No clasificó        |
| 2012  | No clasificó   | No clasificó | No clasificó | No clasificó | No clasificó | No clasificó | No clasificó | No clasificó | No clasificó        |
| 2014  | Fase de grupos | 10.º         | 3            | 1            | 0            | 2            | 2            | 6            | Romero, Mora: 1     |
| 2016  | No clasificó   | No clasificó | No clasificó | No clasificó | No clasificó | No clasificó | No clasificó | No clasificó | No clasificó        |
| 2018  | Fase de grupos | 16.º         | 3            | 0            | 0            | 3            | 1            | 16           | Jessica Martínez: 1 |
| 2022  | No clasificó   | No clasificó | No clasificó | No clasificó | No clasificó | No clasificó | No clasificó | No clasificó | No clasificó        |
| 2024  | Fase de grupos | 18.º         | 3            | 1            | 0            | 2            | 2            | 9            | Fátima Acosta: 2    |
| 2026  | Por definir    | Por definir  | Por definir  | Por definir  | Por definir  | Por definir  | Por definir  | Por definir  | Por definir         |
| Total | 3/11           | 24º          | 9            | 2            | 0            | 7            | 5            | 31           | Fátima Acosta: 2    |

### Sudamericano Femenino Sub-20
| Año   | Ronda        | Posición  | PJ        | PG        | PE        | PP        | GF        | GC        | Goleadora                           |
| ----- | ------------ | --------- | --------- | --------- | --------- | --------- | --------- | --------- | ----------------------------------- |
| 2004  | Subcampeón   | 2.º       | 3         | 2         | 0         | 1         | 5         | 5         | Jéssica Mendoza: 2                  |
| 2006  | Tercer lugar | 3.º       | 7         | 4         | 1         | 2         | 13        | 11        | Lourdes Ortiz: 5                    |
| 2008  | Tercer lugar | 3.º       | 7         | 2         | 2         | 3         | 15        | 18        | Dulce Quintana: 7                   |
| 2010  | Tercer lugar | 3.º       | 6         | 4         | 0         | 2         | 20        | 5         | Ana Fleitas: 6                      |
| 2012  | Cuarto lugar | 4.º       | 7         | 2         | 2         | 3         | 9         | 15        | Noelia Cuevas: 3                    |
| 2014  | Subcampeón   | 2.º       | 7         | 5         | 1         | 1         | 15        | 3         | Jessica Martínez: 5                 |
| 2015  | Primera fase | 7.º       | 4         | 1         | 1         | 2         | 8         | 12        | Jessica Martínez: 8                 |
| 2018  | Subcampeón   | 2.º       | 7         | 6         | 0         | 1         | 23        | 13        | Jessica Martínez: 7                 |
| 2020  | Cancelado    | Cancelado | Cancelado | Cancelado | Cancelado | Cancelado | Cancelado | Cancelado | Cancelado                           |
| 2022  | Primera fase | 8.º       | 4         | 1         | 0         | 3         | 4         | 9         | Acosta, Riveros, Rolón y Coronel: 1 |
| 2024  | Subcampeón   | 2.º       | 9         | 5         | 3         | 1         | 12        | 8         | Fátima Acosta: 7                    |
| Total | 10/10        | 3.º       | 61        | 32        | 10        | 19        | 124       | 99        | Jessica Martínez: 20                |

### Juegos Bolivarianos
| Año   | Ronda        | Posición     | PJ           | PG           | PE           | PP           | GF           | GC           | Goleadora                       |
| ----- | ------------ | ------------ | ------------ | ------------ | ------------ | ------------ | ------------ | ------------ | ------------------------------- |
| 2013  | No participó | No participó | No participó | No participó | No participó | No participó | No participó | No participó | No participó                    |
| 2017  | No participó | No participó | No participó | No participó | No participó | No participó | No participó | No participó | No participó                    |
| 2022  | Subcampeón   | 2.°          | 3            | 1            | 1            | 1            | 3            | 4            | Ramos, Perruchino y Villalba: 1 |
| Total | 1/3          | -            | 3            | 1            | 1            | 1            | 3            | 4            |                                 |

## Palmarés
- Juegos Bolivarianos:
  -  Medalla de plata (1): 2022.